# Diana (1940)
Diana – włoski rządowy jacht i awizo z okresu II wojny światowej. 
Okręt miał wyporność 2591 ton i osiągał prędkość 28 węzłów, a jego uzbrojenie stanowiły dwa działa kalibru 102 mm i sześć armat przeciwlotniczych. Jednostka została zwodowana 20 maja 1940 roku w stoczni Cantieri Navali del Quarnaro w Fiume, a do służby w Regia Marina wcielono ją 12 listopada 1940 roku. Podczas wojny okręt używany był w charakterze szybkiego transportowca. 29 czerwca 1942 roku „Diana” została storpedowana i zatopiona przez brytyjski okręt podwodny HMS „Thrasher” (N37) na północ od Tobruku.

## Projekt i budowa
Po zakończeniu wojny włosko-abisyńskiej dowództwo Regia Marina podjęło decyzję o wybudowaniu nowego jachtu państwowego dla dyktatora Benita Mussoliniego. Okręt miał zastąpić pełniący tę funkcję stary jacht „Aurora”. Według założeń miała powstać jednostka o wyporności około 2000 ton, rozwijająca dużą prędkość i mająca dobrą dzielność morską, a przy tym zapewniająca komfortowe warunki dla mających gościć na pokładzie ważnych osobistości. W przypadku wybuchu działań wojennych jacht miał być przystosowany do pełnienia roli okrętu sztabowego oraz szybkiego transportowca. Głównym uzbrojeniem jednostki miały być dwa pojedyncze działa uniwersalne kalibru 90 mm L/50. Projekt jednostki został opracowany przez majora korpusu inżynierów okrętowych, Franca Spinellego.
Okręt zamówiony został w 1938 roku w stoczni Cantieri Navali del Quarnaro (CNQ) w Fiume. Stępkę jednostki położono 31 maja 1939 roku, a zwodowana została 20 maja 1940 roku . Na oficjalnej liście jednostek floty okręt figurował jako szybkie awizo (wł. aviso veloce oraz Yate  Presidencial/Aviso-Transporte Rapido Italiano „Diana”).
1 listopada 1940 roku przeprowadzono oficjalne próby morskie, w których przy średniej wyporności 1923,5 tony okręt osiągnął prędkość 30 węzłów przy przeciążeniu maszyn do 36 000 KM i 360 obr./min.

## Dane taktyczno-techniczne

### Charakterystyka ogólna

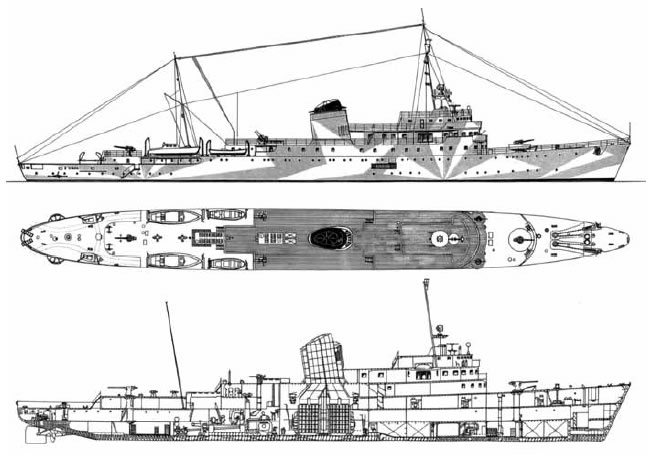
Plany awiza „Diana”

„Diana” była jednokominową jednostką o sylwetce przypominającej niszczyciele typu Soldati. Kadłub zbudowany był ze stali o wysokiej wytrzymałości, a jego podwyższony pokład dziobowy ciągnął się na 75% długości okrętu. Podzielony był za pomocą 18 grodzi na przedziały wodoszczelne, z których 11 dochodziło do wysokości górnego pokładu, a reszta do pokładu dziobowego; w środkowej części miał dno podwójne i stabilizatory systemu „Simensa”. Na śródokręciu znajdowała się długa i zajmująca całą szerokość kadłuba nadbudówka, wykonana z lekkich stopów; mieściła ona reprezentacyjne pomieszczenia dla duce i jego świty. Rufa miała formę krążowniczą. Pod pokładem dziobowym znajdowały się kabiny oficerskie, a pomieszczenia podoficerskie mieściły się na pokładzie głównym na śródokręciu z lewej burty; po prawej stronie pokładu głównego były kwatery personelu obsługującego duce i jego gości. Marynarze stacjonowali w kubrykach umiejscowionych na pokładach górnym i dolnym na dziobie i rufie.
Długość całkowita wynosiła 113,9 metra (108,75 metra między pionami, szerokość 11,69 metra i maksymalne zanurzenie 3,5 metra. Wyporność standardowa jednostki wynosiła 1764 tony (1735 długich ton), a pełna 2591 ton (2550 ts).
Załoga okrętu składała się ze 192 osób – 10 oficerów, 21 podoficerów i 161 marynarzy .

### Urządzenia napędowe i pomocnicze
Okręt był napędzany dwoma zestawami turbin parowych systemu Tosi-Belluzzo, umieszczonymi w dwóch oddzielnych maszynowniach i pracującymi na dwie linie wałów zakończonych trójłopatowymi śrubami napędowymi o średnicy 3,2 metra, wykonanymi z brązu. Pojedynczy zespół turbin składał się z turbiny wysokiego ciśnienia o maksymalnej prędkości 4700 obr./min, turbiny niskiego ciśnienia (3300 obr./min) z wbudowanym stopniem biegu wstecznego i jednostopniowej przekładni redukcyjnej obniżającej na wale liczbę obrotów turbin do 351 obr./min. Parę dostarczały cztery trójwalczakowe kotły wodnorurkowe systemu Tosi z przegrzewaczami pary, opalane paliwem płynnym, rozmieszczone w dwóch kotłowniach. Każdy z kotłów o ciśnieniu roboczym 30 kG/cm², temperaturze  przegrzanej pary 400–450°C i wydajności 35 ton na godzinę wyposażony był w dwa palniki wirowe typu „Saake”. Maszyny osiągały łączną moc 30–31 000 KM, co pozwalało na osiągnięcie prędkości maksymalnej 28 węzłów. Normalny zapas paliwa płynnego wynosił 450 ton (maksymalnie okręt mógł zabrać 560 ton), a mieściło się ono w zbiornikach umieszczonych w dnie podwójnym i w zbiornikach systemu tłumienia przechyłów . Zasięg wynosił 2400 Mm przy ekonomicznej prędkości 16 węzłów, 2160 Mm przy prędkości 22 węzły lub 1650 Mm przy prędkości 27 węzłów. Przy całkowicie wygaszonych kotłach standardowo czas uruchomienia siłowni wynosił 60 minut, a w trybie alarmowym 30 minut.
Energia elektryczna wytwarzana była przez umieszczone w maszynowniach dwa turbogeneratory o mocy 200 kW każdy i dwa generatory wysokoprężne o mocy 40 kW. Na okręcie znajdowały się dwa niezależne stanowiska przeciwpożarowe – jedno mieściło się na górnym pokładzie, a drugie przy kwaterach oficerskich. Ochrona komór amunicyjnych składała się z systemów zalewania poprzez zawory denne oraz systemów zraszania. Do wypompowywania wody służyły dwie pompy turbinowe o wydajności 635 ton na godzinę każda, dwie turbinowe pompy zęzowe o zdolności usuwania 25 ton wody na godzinę i trzy elektryczne pompy zęzowe o wydajności 10 ton na godzinę każda.
Na rufie znajdował się pojedynczy, półzrównoważony ster o powierzchni 9,025 m², poruszany za pomocą hydraulicznej maszyny sterowej systemu Calzoniego. Sterowanie okrętem odbywało się z pomostu i pomieszczenia sterowego (istniała możliwość awaryjnego ręcznego sterowania za pomocą zamocowanych do steru i nakręconych na rufowy kabestan talii).

### Uzbrojenie
Wobec braku przewidywanych dział uniwersalnych kalibru 90 mm L/50, na okręcie zamontowano dwa pojedyncze działa kalibru 102 mm Terni Mod. 1914 L/35, umieszczone na platformie dziobowej i nadbudówce rufowej. Masa działa wynosiła 1200 kg, a długość całkowita 3,73 metra; całe stanowisko ważyło 4,92 tony. Kąt podniesienia lufy wynosił od -5° do +45°. Maksymalna donośność wystrzeliwanego z prędkością początkową 750 m/s pocisku wynosiła 11 700 metrów, a szybkostrzelność do ośmiu strzałów na minutę. Zapas amunicji wynosił 400 sztuk – po 200 pocisków na działo (140 z pełnym i 60 ze zmniejszonym ładunkiem), które dostarczane były z komór amunicyjnych przy pomocy wyciągu koszowego o napędzie elektrycznym firmy Ansaldo, z prędkością 12 sztuk na minutę. Działa wykorzystywały pociski burzące (HE) o masie 13,74 kg i szrapnele o masie 15,1 kg. Do kierowania ogniem służył dalmierz o bazie 1,5 metra.
Broń przeciwlotniczą stanowiło sześć działek automatycznych kalibru 20 mm Breda L/65: dwa stanowiska pojedyncze z armatami Mod. 1939, umieszczone na nadbudówce przed mostkiem, oraz dwa stanowiska podwójnie sprzężone z armatami Mod. 1935, umieszczone w rufowej części nadbudówki . Masa pojedynczego stanowiska wynosiła 312,5 kg, a kąt podniesienia lufy wynosił od -10° do +90°; podwójne stanowisko ważyło 2330 kg, a kąt podniesienia luf wynosił od -10° do +100°. Maksymalna donośność pozioma wystrzeliwanego z prędkością początkową 840 m/s pocisku wynosiła 5500 metrów, a pionowa 2900 metrów; szybkostrzelność teoretyczna wynosiła 240 strz./min. Masa naboju wynosiła 0,32 kg; działko było zasilane z 12-nabojowych magazynków.
Do zwalczania okrętów podwodnych służyły dwie rufowe zrzutnie bomb głębinowych, mieszczące po cztery bomby o masie 100 kg lub sześć o masie 50 kg. Całkowity zapas zabieranych bomb głębinowych wynosił 28 sztuk o wagomiarze 100 kg lub 42 o masie 50 kg . Ponadto okręt mógł zabrać na pokład główny 48 min typu P.200, umieszczonych na rozkładanych torach wzdłuż obu burt; kolejne 39 sztuk można było przewozić w kubrykach marynarzy pod pokładem dziobowym .

### Wyposażenie
Okręt wyposażony był w eksperymentalną stację hydrolokacyjną Fonoscope z szerokopasmowymi odbiornikami magnetycznymi, produkcji niemieckiej firmy Elektroakustik z Kilonii, oraz umieszczony w części dziobowej dna hydrofon. Jednostka mogła stawiać zasłony dymne za pomocą dwóch parowo-naftowych i dwóch chemicznych generatorów dymu. Okręt miał dwie kotwice Halla o masie po 2,4 tony, umieszczone na dziobie w kluzach po obu stronach burt; jako rezerwową przewożono jedną kotwicę admiralicji o masie 500 kg. Kotwice opuszczane i podnoszone były za pomocą dwóch kabestanów o napędzie elektryczno-hydraulicznym systemu Calzoniego. Na rufie znajdował się trzeci kabestan, używany głównie do cumowania. 

## Służba
„Diana” została wcielona do służby w Regia Marina 12 listopada 1940 roku. Od 26 listopada 1940 roku do 14 lutego 1941 roku okręt przechodził w Poli szkolenie bojowe, po którym został przebazowany do Tarentu i wcielony do grupy jednostek pomocniczych (wł. Gruppo navi ausiliarie) w jurysdykcji dowódcy Okręgu Morskiego Południowego Adriatyku i Morza Jońskiego. Dzięki możliwości przewożenia ładunków o masie 300 ton (głównie amunicji lub żywności) oraz zakwaterowania do 100 żołnierzy z pełnym ekwipunkiem (w pomieszczeniach mieszkalnych pod pokładem dziobowym i na pokładzie dolnym), okręt od 20 lutego zaczął być używany jako szybki transportowiec. „Diana” uczestniczyła w rejsach transportowych, eskortowaniu konwojów i zabezpieczaniu przejść większych okrętów między portami mórz Jońskiego, Egejskiego i Tyrreńskiego.
W lipcu 1941 roku okręt został wytypowany do udziału w ataku na port w Valletcie na Malcie jako nosiciel motorówek szturmowych typu MT. W tym celu „Diana” przeszła do Augusty, gdzie na jej pokładzie zamontowano wyposażenie umożliwiające wodowanie i przyjmowanie motorówek. Po przeprowadzeniu koniecznych ćwiczeń z jednostkami X Flotylli MAS, wieczorem 25 lipca okręt pod dowództwem kmdra ppor. (wł. capitano di corvetta) Mario di Muro z dziewięcioma motorówkami szturmowymi typu MTM oraz specjalną motorówką typu MTL z dwiema „żywymi torpedami” Maiale na pokładzie i holując torpedową motorówkę typu MTSM, wyruszył wraz z dwoma kutrami torpedowymi typu MAS (MAS 451 i MAS 452) w kierunku Valletty. Około 20 Mm od portu docelowego „Diana” wodowała przewożone motorówki i zawróciła do bazy. Operacja zakończyła się spektakularną klęską – Włosi zostali wykryci przez radar i napotkali silny ogień, w wyniku którego stracili oba kutry torpedowe, wszystkie motorówki szturmowe typu MTM, motorówkę typu MTL oraz dwie „żywe torpedy”. Oprócz „Diany” atak przetrwała jedynie torpedowa motorówka typu MTSM z 18 osobami na pokładzie – reszta zginęła (w tym kmdr ppor. Vittorio Moccagatta – dowódca X flotylli) bądź dostała się do niewoli.
W nocy z 2 na 3 sierpnia „Diana” wraz z flotyllą kutrów torpedowych patrolowała wody Cieśniny Sycylijskiej w poszukiwaniu brytyjskiego konwoju zmierzającego z Gibraltaru na Maltę, jednak jednostki przeciwnika pokonały cieśninę niezauważone. Między 12 listopada 1941 roku a 23 lutego 1942 roku okręt był remontowany w La Spezii, a następnie wszedł w skład sycylijskiej grupy jednostek pomocniczych. Operując z Portoferraio „Diana” uczestniczyła początkowo w zabezpieczeniu ataków eskadr torpedowych Luftwaffe, po czym 1 kwietnia powróciła do La Spezii.
26 sierpnia 1942 roku okręt przeszedł do Mesyny, skąd dwa dni później wyszedł w rejs do niedawno zdobytego przez wojska państw Osi Tobruku, biorąc na pokład żołnierzy wraz z zaopatrzeniem. 29 sierpnia o godzinie 11:25 w odległości około 75 Mm na północ od Zatoki Bomba „Diana” została dostrzeżona przez brytyjski okręt podwodny HMS „Thrasher” (N37), znajdujący się około 8 Mm od transportowca . O 11:44 wystrzelił on w kierunku transportowca z odległości 600 jardów wachlarz sześciu torped, z których cztery zostały zauważone przez załogę „Diany” . Mimo wykonania gwałtownego zwrotu, okręt trafiły dwie torpedy, które spowodowały rozerwanie części rufowej i zatonięcie jednostki w ciągu 15 minut na pozycji 33°30′N 23°30′E/33,500000 23,500000. Śmierć poniosła większa część załogi okrętu. Płynące wraz z „Dianą” kutry torpedowe w kontrataku zrzuciły 17 bomb głębinowych, jednak nieuszkodzony „Thrasher” oddalił się o 12:44 .
W trakcie działań wojennych okręt odbył 21 rejsów bojowych, przebywając w morzu 370 godzin i pokonując dystans 6041 Mm.